# Råspont
Råspont är en typ av bräda av sågat, men ej hyvlat, timmer (virke) av trä. Om virket säljs efter att också ha hyvlats, kallas det hyvelspont.
På en råspont är virkets ena sida alltid slätare än den andra. Råsponten (brädan) har en så kallad not längs ena långkanten av brädan och en så kallad fjäder längs den andra långkanten. På så sätt kan varje bräda gripa in i efterföljande bräda. Spont eller spontat virke är alltså brädor med dessa spår som kan kilas ihop en efter en, bredvid eller på varandra, för att bilda plank, väggar, golv, tak eller som underlag att bygga på. 'Rå' syftar på att virket inte är hyvlat.
Råspont tillverkas av många olika träslag, ofta furu och gran, och finns i varierande storlek. Vanliga mått i dagens byggvaruhandel är tjocklekar 17–23 mm och bredd 95 eller 120 mm.
Det är vanligt att råspont används som beklädnad i olika byggprocesser relaterade till golv, tak och väggar. Om virket ska vara synligt i en interiör, används istället oftast så kallad hyvelspont, som hyvlats slätt på sågverket.